# Hiss (canción)
«Hiss» es una canción de la rapera estadounidense Megan Thee Stallion. Fue lanzada de forma independiente a través de Hot Girl Productions el 26 de enero de 2024 como el segundo sencillo de su tercer álbum de estudio, Megan.
La canción fue elogiada por varios críticos musicales por su letra y el rap flow de Megan Thee Stallion. A su vez atrajo cobertura de los medios por los múltiples artistas a los que indirectamente se ataca en la letra. El single debutó en la posición número uno de la lista estadounidense Billboard Hot 100 y fue el tercero de la artista en alcanzar esa posición y el primero como solista. Debutó en la posición número uno de la lista Billboard Global 200, donde se convirtió en su segundo sencillo número uno.

## Antecedentes
Después de su salida de "1501 Certified Entertainment", un sello independiente con sede en Houston, Megan Thee Stallion fundó su sello independiente Hot Girl Productions y anunció el lanzamiento de su tercer álbum de estudio.  El 22 de enero de 2024 anunció la fecha de lanzamiento de «Hiss» en sus cuentas de redes sociales.

## Composición
«Hiss» fue escrita por Megan Thee Stallion, Joel Banks y Shawn «Source» Jarrett, quien produjo la canción con LilJuMadeDaBeat, Bankroll Got It y Derrick Milano.

### Letra
Varias publicaciones informaron que la letra de «Hiss» aborda diferentes críticas hacia múltiples artistas que anteriormente hablaron negativamente contra Megan. En el verso inicial, Megan rapea, «I feel like Mariah Carey, got these niggas so obsessed / My pussy so famous, might get managed by Kris Jenner next», haciendo referencia a la cantante estadounidense Mariah Carey y su sencillo de 2009 «Obsessed». Posteriormente, ella alude al disparo que ella recibió en 2020 por parte de Tory Lanez y el juicio posterior, que resultó en la condena de Lanez y su sentencia a diez años de prisión. Hacia los fanáticos que defienden a Lanez, Megan les sugiere que descarguen JPay, un servicio de transferencia de dinero para el sistema de prisión de los Estados Unidos, para enviar algo de dinero o incluso que programen una «visita conyugal», dado todo el «montaje de pollas».
Megan Thee Stallion continúa dirigiéndose al rapero canadiense Drake, quien anteriormente criticó a Megan en su canción «Circo Loco» (2022). Ella rapea, «These niggas hate on BBLs and be walkin’ ’round with the same scars / Real curvy, no etchin', niggas fight to get in my section / Don’t speak on my body count if the dick ain’t worth comin' back for seconds / Cosplay gangsters, fake-ass accents». Estas líneas fueron tomadas por publicaciones y fanáticos para criticar a Drake porque sus cicatrices son el resultado de una rumoreada cirugía abdominal, afirmaciones hechas anteriormente por Joe Budden y DJ Carnage. Megan también alega en la canción que su ex Pardison Fontaine no puede seguir adelante y necesita seguir hablando sobre ella para seguir siendo relevante con las líneas «He can’t move on, can’t let it go, he hooked, nose full of that Tina Snow / And since niggas need Megan help to make money, bitch, come be my ho».
Megan Thee Stallion rapea además la frase de que las personas «no están enojadas con Megan», sino que está «enojadas con la Ley Megan». La Ley Megan es el nombre de una ley federal de Estados Unidos que exige que los delincuentes sexuales registrados proporcionen su información personal a las agencias policiales locales. La línea fue tomada como una crítica hacia la rapera Nicki Minaj por los críticos, los fanáticos y la propia Minaj, debido a que está casada con Kenneth Petty, quien es un delincuente sexual registrado.

## Recepción

### Críticos
Chris Malone Méndez de Forbes comentó que la canción es «líricamente [diferente] de la más honesta 'Cobra'» y que «un tema de serpiente parece haber sido la elección correcta para el próximo capítulo de Megan». Liberty Dunworth de NME enfatizó que la rapera «muestra su confianza y capacidad para negarse a prestar atención a aquellos que intentan arrastrarla hacia abajo» con su flow, llevando adelante el «tema de las serpientes en su música». Eddie Fu de Consequence también afirmó que «Megan responde con letras venenosas que persiguen a los nombres más importantes que la llamaron mentirosa». Paul K. Barnes de Medium escribió que la letra expresa al alter ego de la rapera Tina Snow con «una entrega agresiva y varios cambios de flow».

### Nicki Minaj

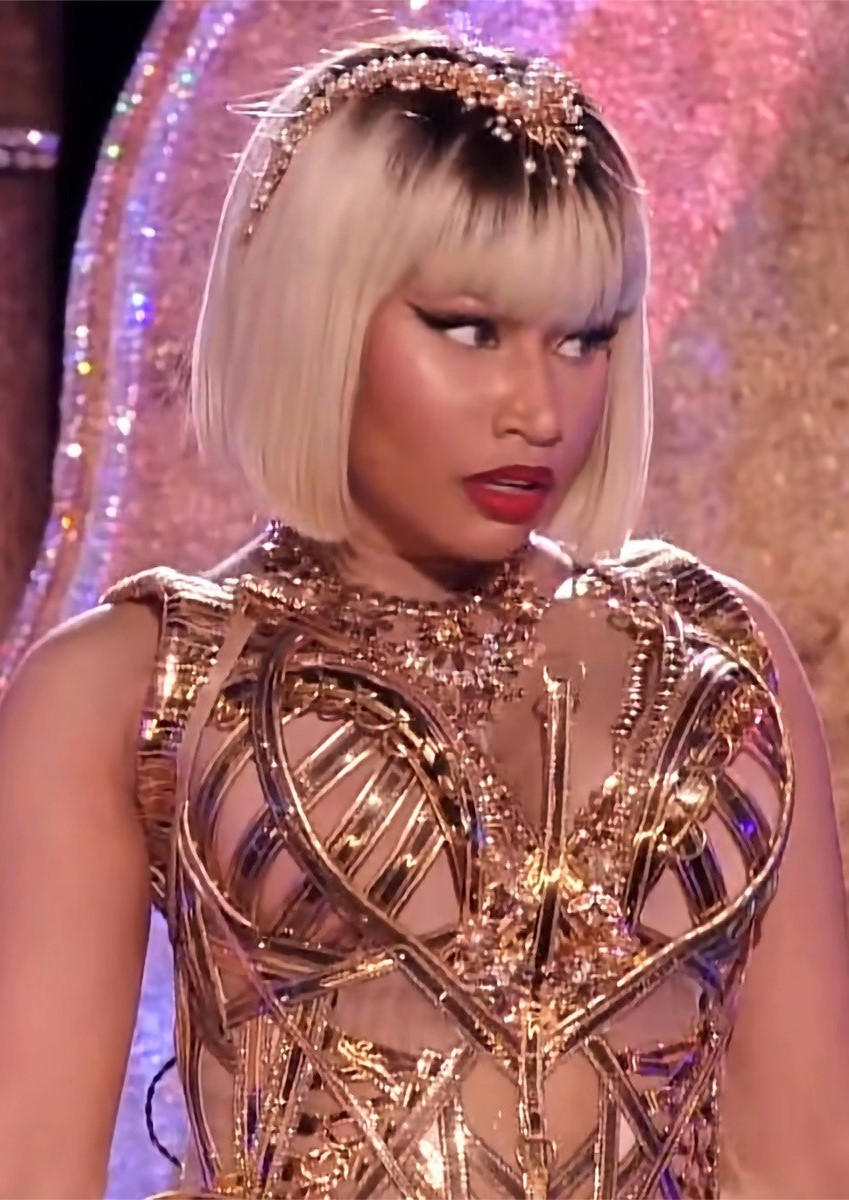
La rapera Nicki Minaj, interpretando la letra de «Hiss» como un insulto, atacó a Megan en las redes sociales y lanzó su propia diss track «Big Foot» en respuesta.

La rapera Nicki Minaj se ofendió con la línea «These hoes don't be mad at Megan, these hoes mad at Megan's Law»,interpretando que estaba dirigida a ella y a su esposo Kenneth Petty, quien es un delincuente sexual registrado. En 2019, Petty fue sentenciado a un año de arresto domiciliario junto con libertad condicional y una multa de $55,000 por no registrarse como delincuente sexual en California. Después del lanzamiento de «Hiss», Minaj casi de inmediato recurrió a Instagram Live para mostrar una vista previa de su propia canción, un diss track dirigida a Megan, rapeando «Bad bitch, she like 6 foot, I call her Bigfoot, the bitch fell off, I said get up on your good foot», haciendo referencia al disparo que Megan recibió en 2020 por parte de Tory Lanez. En la transmisión en vivo, Minaj criticó a Megan, diciendo: «Tienes tres premios Grammy y tienes que aprender a rapear al ritmo y a sentirte cómoda con la música», antes de burlarse de su flow de rap. Minaj también le dio «me gusta» a cientos de tuits de fanáticos que hablaban negativamente de Megan, muchos de los cuales se burlaban de ella por el disparo. Megan publicó una historia de Instagram donde estaba doblada con la mano izquierda en la boca, aparentemente riéndose de la respuesta de Minaj.
En los días posteriores al lanzamiento de la canción, Minaj continuó hablando de Megan en Instagram Live y Twitter, y siguió dándole «me gusta» a los tuits que hablaban negativamente de Megan. En una publicación de 3,100 caracteres en Twitter, Minaj declaró que no «toleraba el acoso» antes de llamar a Megan una «actriz horrible que no puede llorar en el momento justo» y una «mentirosa patológica y manipuladora». En la misma publicación, Minaj presumió su propio éxito, enumerando varios récords de su quinto álbum de estudio Pink Friday 2 (2023) y comparando el éxito de su canción «Barbie World» para Barbie (2023) con «Not My Fault» de Reneé Rapp y Megan para Mean Girls (2024) junto con la canción de Megan «Hell No!» para El color púrpura (2023). Continuó acusando a Megan de ganar «premios fraudulentos, aparentemente haciendo referencia a sus premios Grammy, de los cuales Megan tiene tres y Minaj ninguno, y la describió repetidamente como un «fracaso». Minaj también acusó a Megan de utilizar escritores fantasmas.
Minaj defendió a su esposo Kenneth Petty en Instagram Live y describió su condena por violación como «chisme de 30 años de cuando este hombre tenía 15 años». Además, se dirigió a Megan diciendo, «Mencionas un chisme de 30 años porque ningún hombre te amará jamás y mientes sobre tu madre muerta», haciendo referencia a la madre de Megan, quien murió de cáncer cerebral en marzo de 2019. En la aplicación de radio Stationhead, continuo hablando de la madre de Megan, así como de Tory Lanez y su excolaborador DaBaby: «Dejaste que todos fueran apuñalados por la espalda. Dejaste que DaBaby fuera apuñalado por la espalda, Tory, tu mejor amiga, tu madre... Será mejor que vayas a invocar a tu madre y te disculpes con ella. Eso es asqueroso.» En Twitter, llamó a Megan una «serpiente repugnante» y compartió la letra «Megan's Law. For a free beat you could hit #MeganRAW».
Dos días después del lanzamiento de la canción, Minaj anunció el lanzamiento de la canción «Big Foot», publicando la portada del sencillo junto con una foto de Megan Thee Stallion llorando. Sin embargo, Minaj afirmó que la canción no es una diss track. Unas horas antes del lanzamiento de «Big Foot», Minaj reveló que su equipo estaba esperando que el productor Lil Juju le diera permiso para utilizar «ese ritmo que he tenido durante 6 años». Minaj luego sugirió que Megan intentó evitar que saliera la canción a pesar de que ella «ni siquiera había escuchado la canción». Minaj tuiteó: «Ha estado lista durante 2 días. Solo intentaba ser genial y dejarla recibir pequeñas reproducciones. No iba a decir nada. Pero recuerda cómo todos mantuvieron mi nombre en la boca y cómo dije que la siguiente persona que mencionara mi familia se iba a arrepentir. Por cierto, ni siquiera han escuchado la canción. ¿Quién dijo que es siquiera un diss track?». La canción se retrasó aún más por otras seis horas antes de ser lanzada el 29 de enero. El sencillo recibió reseñas negativas tanto de los fanáticos como de los críticos, quienes sintieron que la letra era de mal gusto, particularmente aquellas letras que se burlaban de la muerte de la madre de Megan.

### Familia Kanka
La revista sensacionalista TMZ informó que Richard Kanka, padre de la fallecida Megan Kanka, que da nombre a la Ley Megan, consideró irrespetuoso el uso del nombre de la ley en «Hiss». Kanka admitió no haber escuchado la canción y solo haber leído la letra, y supuestamente no quería que se mencionara el nombre de su hija en una «canción plagada de malas palabras» y está considerando buscar opciones legales.

## Vídeo musical
El 26 de enero de 2024 se publicó un videoclip oficial, dirigido por Douglas Bernardt, a través del canal YouTube de la rapera. En el vídeo, Megan rapea sola, sin bailarines de fondo ni extras. Hace transiciones entre varios escenarios diferentes como una «instilación capilar» frente a varias pantallas que muestran su imagen. El videoclip de la canción con temática de serpiente acumuló más de 2.1 millones de visitas en un día, convirtiéndose en el videoclip número uno en tendencias en YouTube, con el video lírico de la canción consiguiendo 1.2 millones de visitas y alcanzando el número tres en la lista de tendencias.

## Recepción comercial
«Hiss» fue un éxito comercial, alcanzando la posición número uno en la lista de sencillos de Apple Music de Estados Unidos un día después de su lanzamiento. También alcanzó la posición número uno en la lista global de sencillos de Apple Music, su segunda canción en solitario en hacerlo después de «Body» (2020). Con «Hiss» y «Body», Megan Thee Stallion se convirtió en la primera rapera en tener múltiples canciones en solitario en la posición número uno de la lista global. Varios días después de su lanzamiento, la canción ocupó el primer puesto tanto en Spotify como en las listas diarias de streaming de Apple Music en Estados Unidos y los puestos número dos y tres en la lista de iTunes con otras múltiples versiones entre el top 25, liderando «Big Foot» de Minaj en la mayoría de las métricas en tiempo real.

## Lista de canciones
- Descarga digital/streaming

1. «Hiss» (explicit) – 3:12
2. «Hiss» (clean) – 3:12
3. «Hiss» (chopped 'n screwed; explicit) – 4:26
4. «Hiss» (chopped 'n screwed; clean) – 4:26
5. «Hiss» (instrumental) – 3:12
6. «Hiss» (DJ edit; explicit) – 2:55
7. «Hiss» (DJ edit; clean) – 2:55

## Posicionamiento en listas
| Lista (2024)                                | Mejor posición |
| ------------------------------------------- | -------------- |
| Australia (ARIA)                            | 62             |
| Australia (ARIA Top 40 Hip Hop/R&B Singles) | 12             |
| Canadá (Canadian Hot 100)                   | 18             |
| Estados Unidos (Billboard Hot 100)          | 1              |
| Estados Unidos (Hot R&B/Hip-Hop Songs)      | 1              |
| Estados Unidos (R&B/Hip-Hop Airplay)        | 40             |
| Estados Unidos (Rhythmic)                   | 35             |
| Grecia (IFPI)                               | 19             |
| Irlanda (IRMA)                              | 36             |
| Mundo (Billboard Global 200)                | 1              |
| Países Bajos (Tipparade)                    | 17             |
| Portugal (AFP)                              | 129            |
| Nueva Zelanda (NZ Hot Singles)              | 2              |
| Reino Unido (UK Singles)                    | 31             |
| Reino Unido (UK Hip Hop/R&B Singles)        | 9              |
| Reino Unido (UK Indie Singles)              | 3              |

## Historial de lanzamientos
| Región | Fecha                | Formatos                   | Versión                         | Discográfica         | Ref.          |
| ------ | -------------------- | -------------------------- | ------------------------------- | -------------------- | ------------- |
| Varios | 26 de enero de 2024  | Descarga digital streaming | Original                        | Hot Girl Productions | [ 41 ]        |
| Italia | 30 de enero de 2024  | Airplay                    | Original                        | Warner Music Group   | [ 42 ]        |
| Varios | 31 de enero de 2024  | Descarga digital streaming | Chopped 'n screwed instrumental | Hot Girl Productions | [ 43 ] [ 44 ] |
| Varios | 1 de febrero de 2024 | Descarga digital streaming | DJ edit                         | Hot Girl Productions | [ 45 ]        |